# سیب (شهر)
شهر سیب یاسب یکی از شهرهای بزرگ وباجمعیت،بخش مرکزی شهرستان سیب و سوران در استان سیستان و بلوچستان ایران است،این شهر جاذبه گردشگری اعم از،قلعه تاریخی سب،تپه میل مارو،درخت سرو سول،پیرکهور و مکان های گردشگری ویژه ای را درخود جای داده است.

## تاریخچه
سیب در تاریخ ‌۱۳ تیر ۱۴۰۰ به شهر ارتقا یاقت. قدمت شهر سیب به اواسط دوره صفویه برمی گردد. این منطقه به استناد آثار تاریخی و باستانی فراوانی که وجود دارند بعنوان یکی از کهن ترین مناطق زیستی محسوب میشود.  آثار باستانی این شهر نظیر قبرستان قدیمی سیب ، میل مارو، پیر کهور و کله برزاد به قبل از اسلام برمیگردد. قلعه خشتی و گلی شهر سیب با ارتفاع 30 متر بلند ترین بنای خشتی و گلی ایران و جهان میباشد. 

## جاذبه‌های گردشگری
جاذبه‌های گردشگری شهر سیب:
- قلعه سیب(در زبان بلوچی کَلاه سِب) که از نظر ارتفاع رتبه دوم در ایران و از زیباترین بناهای خشتی گِلی کشور میباشد و همچنان تماما پایدار و محکم پابرجا میباشد.
- تپه‌های باستانی پیرکهور، پیرمونتان، پیرکیسیری و پیر‌گیابان و قلعه برزاد
- درخت سرو سول واقع در منطقه سولان که افتاده است و نهال جوان پابرجا ولی بدلیل بی آبی خشک و بی رمق میباشد «درخت هزارساله»
- قبرستان قدیمی سیب
- قبرستان میل مارو
- گنبد روبروی قلعه

## جمعیت
بر پایه سرشماری عمومی نفوس و مسکن در سال ۱۳۹۵ جمعیت این مکان ۳٬۸۷۹ نفر (۱٬۰۵۸خانوار) بوده‌است.